# 星野桂
星野桂（日语：／ Hoshino Katsura，1980年4月21日—）是日本女性漫畫家:200，出身於滋贺县。星野在求學時期的志向是成為動畫師，不過後來轉而向畫漫畫發展。她於2002年12月以單篇漫畫「zone」出道，2004年5月開始在集英社雜誌《週刊少年Jump》連載代表作《驅魔少年》。2013年，星野擔任日昇出品的日本动画《革命機Valvrave》的角色設計師。
《驅魔少年》已被改編為多種媒體，包含一套日本動畫和三部輕小說。漫畫本身在日本銷量不俗，是《週刊少年Jump》連載中單行本最暢銷的作品之一。《驅魔少年》在日本以外地區也斬獲人氣，包含美國、法國等。星野的作畫風格廣受好評，一名美國評論家將之評論為「在漫畫界中數一數二」。她筆下的角色設計則得到「令人喜愛」和「具有視覺吸引力」的評價，並受到男女讀者群的共同愛戴。

## 早年
星野於1980年4月21日出生於日本滋贺县，有一個異卵雙胞胎姊姊和一個差了好幾歲的弟弟。小時候，星野的夢想是成為太空人。星野自承她當時不喜歡上學，經常編藉口來翹課，並會在考卷上塗鴉。星野童年時經常閱讀弟弟持有的漫畫《勇者鬥惡龍 達伊的大冒險》，也會看母親買的大人向漫畫，比如說惣領冬實和槙村的作品。不過她更鍾情於日本動畫，特別是吉卜力的作品。當中她最愛的作品是小學四年級時看的《風之谷》（1984年），並且百看不厭。觀賞了《天空之城》（1986年）後，星野確定自己想當動畫師。
中學時期，星野會在筆記本上畫漫畫，雖然還只是塗鴉的程度，且故事支離破碎。當時她畫自己想畫的東西，並受到當時喜歡的漫畫如《美少女戰士》所影響。高校時期，她為了就讀同校的姊姊而在上課時繪製四格漫畫，下課時拿給她看，希望能搏她一笑。據星野所述，她一直到21歲左右才認真想成為漫畫家並頭一次正式畫漫畫，在那之前大多是當成興趣。
對於高校畢業後的出路，星野當時真心想讀美術學校，但父母希望她就讀商業高等學校。高校二年級（17歲）時，星野抱著叛逆的心態嘗試應徵了一家動畫公司，但沒有成功。高校三年級，星野的成績處於留級邊緣，老師告訴她只要確定有工作就讓她畢業。於是星野努力地再次應徵，並成功内定。為了工作，星野搬到東京都住，並成為動畫師，第一份接到的工作是《HUNTER×HUNTER》和《烏龍派出所》。但過了一陣子，她開始覺得自己也許該嘗試不同的東西，便不顧母親勸阻辭掉了工作，之後試著投稿繪本失敗，並在雜誌編輯部兼差。因為經濟拮据，星野搬回老家後，又跟著姊姊一起搬去京都市。在京都，星野度過了一段茫然的居候生活。之前編輯部的好友建議星野畫漫畫，星野為了讓姊姊覺得她有在從事某種東西，所以就試著拿起畫筆。星野首先嘗試將作品交給集英社週刊《週刊少年Jump》過目，雖然與編輯首次見面的過程非常不平順，但她確實得到了一名責任編輯T氏:194，開啟了她的漫畫生涯。之後星野又搬到東京，並在2006年如願把母親接過來住。2010年左右，星野搬家到較親近自然的地方。

## 職業生涯
星野得到責任編輯T氏後，她首先被要求摸索出屬於自己的畫。星野自知一直以來的畫都是在模仿他人，沒有真正畫過漫畫，便開始投入繪製漫畫草稿。但因為對以畫漫畫為業感到不確定，星野找了一份遊戲公司的動畫師工作。在T氏的強烈請求下，星野打消了求職的念頭，專心在漫畫上。T氏後來因人事異動被調走，星野的責編變成吉田幸司（Y氏）:194。
星野的出道作是單篇漫畫「zone」，該單篇於2002年12月刊登於《週刊少年Jump》的增刊《赤丸Jump》。2003年7月，她的下一部單篇「Continue」登上了《週刊少年Jump》。由於「Continue」人氣不佳，集英社編輯建議星野改將「zone」發展成連載。以「zone」為原型的連載即是《驅魔少年》，於2004年5月起在《週刊少年Jump》連載。《驅魔少年》已連載兩百多話之長，並在其餘十多個國家出版，包含美國、法國和德國。《驅魔少年》在日本人氣頗高，在2007年和2008年皆是《週刊少年Jump》單行本暢銷榜的第九名。根據Oricon統計，單行本第15卷是2008年日本銷量第22高的漫畫，而第14卷和第16卷則分別排在第27名和第30名。該漫畫的改編日本動畫於2006年10月至2008年9月間播出，由鍋島修擔任監督，TMS娛樂製作動畫。小說家城崎火也執筆了三部《驅魔少年》的衍生輕小說，科樂美則開發了兩款改編電子遊戲和一款交換卡片遊戲。
《驅魔少年》經歷多次休刊，其中一次是因為星野因诺如病毒而得重病，還有一次是脖子受傷所導致。這兩次連載中斷都在不久後恢復正常。2008年11月，《週刊少年Jump》宣布星野因為手腕受傷而休刊。2009年3月連載再開，但在5月11日又進入休刊。《驅魔少年》於8月17日在《赤丸Jump》上發表一話，之後於11月4日在同社月刊《Jump Square》恢復連載。
2013年，星野為日昇動畫製作的電視動畫《革命機Valvrave》進行角色設計。《驅魔少年》在同年再度休刊，直到2015年7月17日才改至《Jump Square CROWN》繼續連載。2016年，《驅魔少年》的動畫續篇《D.Gray-man HALLOW》播出。2018年1月19日，《Jump Square CROWN》停刊，《驅魔少年》改至同年4月16日創刊的《Jump Square RISE》連載。

## 個人方面
星野的身高是170公分:167，星座為金牛座，血型為O型。單行本附錄小劇場中的自稱為「卡七公」。在相關活動的插圖中，星野的形象是一個寫著「星野BOX」的紙箱。飼養的愛貓名叫「koro」（コロ），星野稱牠為自己的愛人。這隻貓在《驅魔少年》開始連載時出生，被人丟棄後輾轉由星野收養。
星野曾稱小畑健與秋本治是啟發她作品的人物，前者在她心目中的地位足以與宮崎駿比肩。星野在20幾歲時喜歡西洋電影之類的東西和歐洲事物，《驅魔少年》的舞台也設定在歐洲，不過後來則迷上了時代劇以及真人影劇。星野經常看《裝苑》雜誌，先前也有過讀很多時尚雜誌和看很多哥德式洋片的時期。
星野將角色設定都放在腦海裡，據她所述，她所想的內容有95%都不會用在漫畫裡，像是該角色的家庭組成和討厭的東西等，並自稱如果不發想到這種程度就描繪不了這個角色。比起用紙筆或電腦，星野覺得因為角色設定會隨著劇情發展不斷更新，在腦中管理設定較為方便。星野平常一定會帶著的東西包含PSP、IPod、戒指、圓珠筆和一雙她母親做給她的工作用袖套。她在工作室會聽音樂，包含《最終幻想》系列的原聲帶和《七龍珠》的CD，喜歡的音樂則有色情涂鸦和彩虹乐团的歌曲，以及爵士乐。星野一開始使用紙筆畫漫畫，《驅魔少年》連載初期使用的主要器材為斑馬文具的G筆。《驅魔少年》連載數年後，星野漸漸採用數位作畫的方式，2013年4月至5月時開始數位處理背景，2020年之後改成全數位。星野於2021年表示，她使用的數位作畫用具為Wacom的Cintiq Companion和VAIO的Z Canvas。

## 風格
Coolstreak Cartoons的編者雷羅伊·杜爾索（Leroy Douresseauxt）認為星野的角色設計是「最具視覺吸引力」的要素，角色設計和動作場面富含想像力。杜爾索也表示，星野筆下的漫畫背景帶有怪異和洛夫克拉夫特式風格，稱「幾乎每一頁漫畫都是令人愉快的驚喜，有著哥德風和迷人的暴力」，並認為星野的筆觸與美國漫畫家喬·馬杜瑞拉、凱利·瓊斯和克里斯·巴卡洛的作品類似。ComicsVillage.com的評論家查爾斯·譚（Charles Tan）給予較為持平的評價，認為星野的畫功足以讓讀者辨別角色，同時也提供華麗炫目的橋段，伴隨著少年漫畫的常見主題。Mania.com的評論者班·利瑞（Ben Leary）批評星野根本不會或是不肯畫物理打鬥。動畫新聞網的編者凱西·布里恩扎（Casey Brienza）也認為戰鬥場面難以理解，不過對其他方面讚譽有加，稱之為「業界數一數二的美術成品」。她將星野的畫風形容為「具審美感又活力十足，美麗無比卻又無比暴力」，指出這種風格類似於CLAMP與高河弓一類。布里恩扎也稱讚了星野的角色設計「特別令人喜愛且能同時滿足男女讀者」。

## 作品列表

### 漫畫
|  | 連載作品 |  | 單篇作品 |

|          | 原文標題   | 中文標題 | 類別 | 出版者 | 刊載雜誌 | 收錄於                            | 備註                            |
| -------- | ---------- | -------- | ---- | ------ | --- | --------------------------------- | ------------------------------- |
| 2000年代 |            |          |      |        | |                                   |                                 |
| 1        | zone       | 不適用   | 單篇 | 集英社 | 《赤丸Jump》2003年WINTER號 | 《驅魔少年公式漫迷手冊 灰色聖櫃》 | 出道作，47頁                    |
| 2        | Continue   | 不適用   | 單篇 | 集英社 | 《週刊少年Jump》2003年34號 | 《驅魔少年公式漫迷手冊 灰色記錄》 | 49頁                            |
| 3        | D.Gray-man | 驅魔少年 | 連載 | 集英社 | 《週刊少年Jump》2004年27號－2009年22・23合併号 《赤丸Jump》2009年SUMMER號 《Jump Square》：2009年12月号－2013年2月号 《Jump Square CROWN》2015年SUMMER号－2018年WINTER号 《Jump Square RISE》2018年SPRING号－連載中 | 單行本                            | 已發行28卷（截至2022年10月9日） |
| 2010年代 |            |          |      |        | |                                   |                                 |
| 4        |            | 不適用   | 單篇 | 集英社 | 《Jump SQ.LaB》2011年8月號 | －                                |                                 |
| 5        |            | 不適用   | 單篇 | 集英社 | 《Miracle Jump》No.14（2013年4月30日發售） | －                                |                                 |
| 6        |            | 不適用   | 單篇 | 集英社 | 《Jump Square CROWN》2016年AUTUMN号 | －                                | 「」的加筆修正版                |

### 其他
- 小說（2010年，集英社文庫）：封面插圖[76]
- 日本動畫《革命機Valvrave》（2013年）：角色設計[44]
- 小說（2019年1月18日，作者：水守糸子）：封面插圖[77][78]
- 雜誌專欄連載（vol.51[79][80]－vol.69[81]）

## 關聯人物

### 責任編輯
- T氏：星野剛投稿給集英社時期的責編[3]:194。
- 吉田幸司（Y氏）[82][3]:194[83]：陪伴星野出道[84]，《驅魔少年》連載期間的第一任責編[14]（單行本第1－13卷）[85][86]，《赤丸Jump》2009年SUMMER號回歸擔任責編[87]。角色科穆伊·李[88]和兔子阿吉[89]的設計原型。
- 中路（N氏）：《週刊少年Jump》2007年29号起擔任責編[90]，《驅魔少年》連載期間的第二任責編（單行本第13－17卷）[86]。
- 中村（N氏二世）：《週刊少年Jump》2008年41號起擔任責編[91]，《驅魔少年》連載期間的第三任責編（單行本第17－18卷）[92][93]。
- 細野：《驅魔少年》連載期間的第四任責編（單行本第19－21卷）[94][95][96]。
- 玉田：《驅魔少年》連載期間的第五任責編（單行本第22－24卷）[97][98][99]。
- 小菅：《驅魔少年》連載期間的第六任責編（單行本第25卷－），單行本中寫作[100]。2016年時的現任編輯[52]。

### 師父
- 河下水希：星野曾擔任此人的助手[3]:196。

### 知名助手
- 晓月明[101]
- 近藤憲一[102][61]
- 佐藤祐紀[103][104]

## 外部連結
- 星野桂的Instagram帳戶
- 星野桂在動畫新聞網百科全書中的資料（英文）
- 星野桂 （页面存档备份，存于）在中的資料（日語）